# Oospila marginaria
Oospila marginaria là một loài bướm đêm trong họ Geometridae.